# Кутенко, Николай Васильевич
Никола́й Васи́льевич Куте́нко (01.03.1923 — 18.01.1945) — советский офицер-танкист, участник Великой Отечественной войны, Герой Советского Союза посмертно.

## Биография
Родился 1 марта 1923 года в г. Майкоп Черкесской (Адыгейской) автономной области (ныне Республика Адыгея) в семье рабочего. Русский. Окончил 7 классов и поступил в Майкопский механический техникум (сельхозтехникум). 15 марта 1942 года с 3-го курса призван в армию (место призыва: Адыгейский ОВК, Краснодарский край, Адыгейская АО). Поступил в Орловское бронетанковое училище имени М. В. Фрунзе эвакуированное в Майкоп.
На фронте Великой Отечественной войны с 25 июля по 20 августа 1942 года воевал командиром орудия танка в составе Майкопской танковой бригады, сформированной на базе училища. Продолжил учёбу в училище, сначала передислоцированное в  Шамхор Азербайджан, а затем на Урал (Дегтярка (Свердловская область)). В марте 1943 года в звании младшего лейтенанта окончил Орловское бронетанковое училище имени М. В. Фрунзе.

## Подвиг
Командир танкового взвода 2-го танкового батальона (47-я гвардейская танковая бригада, 9-й гвардейский танковый корпус, 2-я гвардейская танковая армия, 1-й Белорусский фронт) гвардии старший лейтенант Н. Кутенко в боях 14-16 января 1945 года, действуя в головной походной заставе, первым врывался в города Груец и Жирардув (Польша), уничтожил 3 танка T-5, 8 орудий, 12 автомашин с военным грузом, до роты солдат, эшелон на станции Жирардув. Взял в плен немецкого полковника. Уничтожил 7 гранатомётчиков с фаустпатронами, 47 повозок с различными грузами.
Выполняя поставленную задачу, Кутенко продвигался на максимальной скорости и на подступах к Жирардуву ворвался на железнодорожную станцию, где противник в спешном порядке пытался отправить в тыл воинский эшелон. Доложив об этом в штаб бригады, командир взвода открыл огонь из пушек и пулемётов и, выведя эшелон из строя, устремился вперёд по главной улице, держа путь на северо-западную окраину города. Гитлеровцы обрушили на танкистов шквал огня.
По мере продвижения к центру города сопротивление противника нарастало, но это не останавливало Кутенко. Умело маневрируя и уничтожив вражеский танк, он выскочил головным танком на один из перекрёстков, где неожиданно был подбит и загорелся. Кутенко, передав приказ взводу продолжать выполнение боевой задачи, выскочил из танка, чтобы помочь выбраться экипажу из горящей машины, но попал под ураганный пулемётный огонь… 2 дня врачи боролись за его жизнь, но спасти Героя не удалось… 
18 января 1945 года герой умер. Похоронен в селении Корытув, 4 км юго-восточнее города Жирардув (Польша).

## Награды
Звание Герой Советского Союза присвоено указом Президиума Верховного Совета СССР от 27 февраля 1945 года посмертно. Этим же указом звание Героя Советского Союза присвоено механикам-водителям его взвода А. Ф. Кононову и С. Ф. Бурлаченко.

## Награды и звания
- Герой Советского Союза (27 февраля 1945, посмертно)[5].
- Орден Ленина (27 февраля 1945, посмертно)[1].
- Орден Отечественной войны II степени (31 июля 1943[6]).
- Орден Красной Звезды (14 августа 1944[7]).

## Память

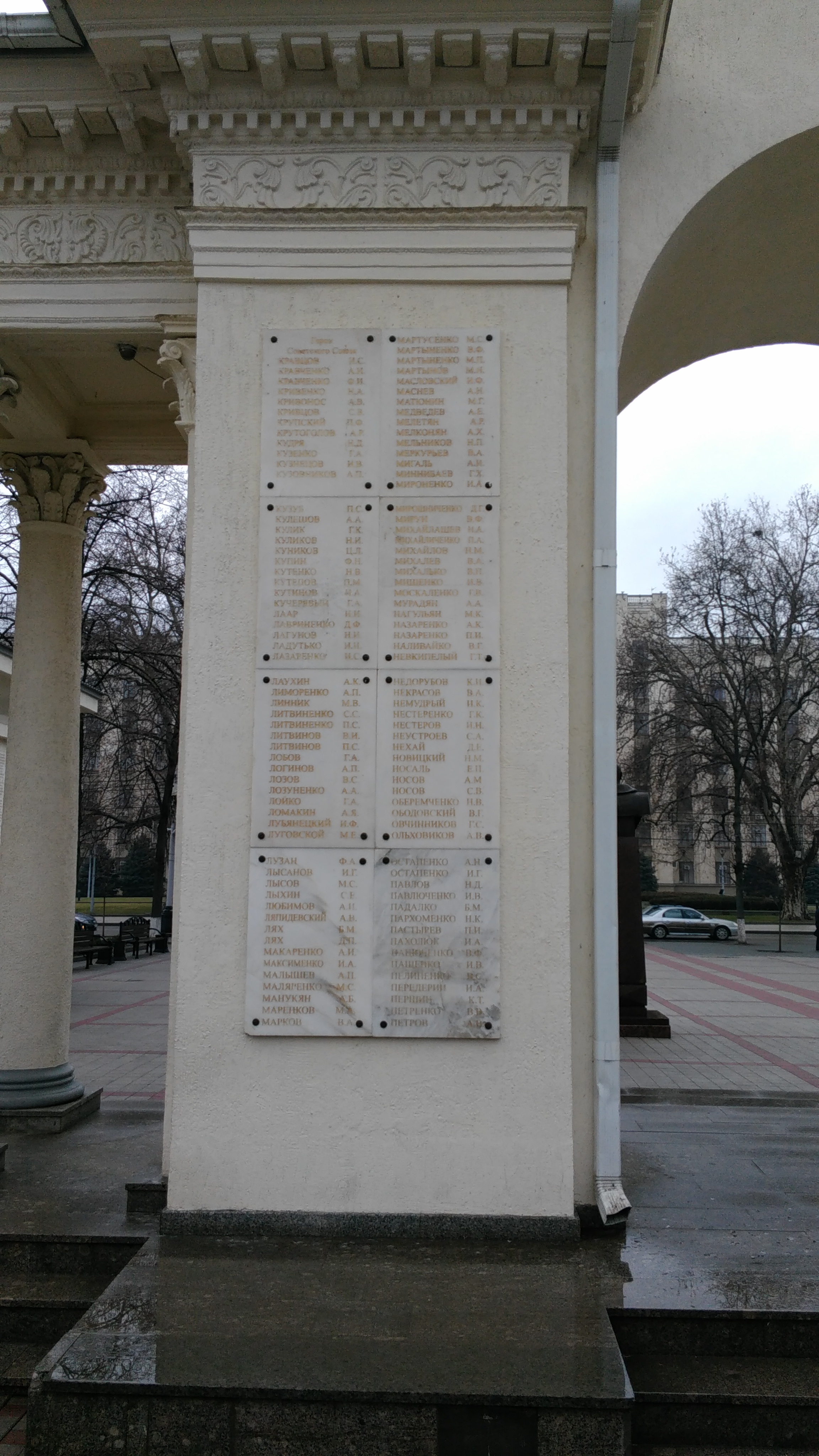
Имя Героя на мемориальной арке в Краснодаре. (Г-Пе)

- Имя Героя увековечено на мемориальной арке в Краснодаре.
- Имя Героя высечено золотыми буквами в зале Славы Центрального музея Великой Отечественной войны в Парке Победы города Москвы.
- Мемориальные доски установлены в Майкопе на здании школ № 6 и № 20, а также на здании 3-го корпуса МГТУ (бывшего сельхозтехникума).

Герой Советского Союза Кутенко Н. В. Мемориальная доска на здании МГТУ.
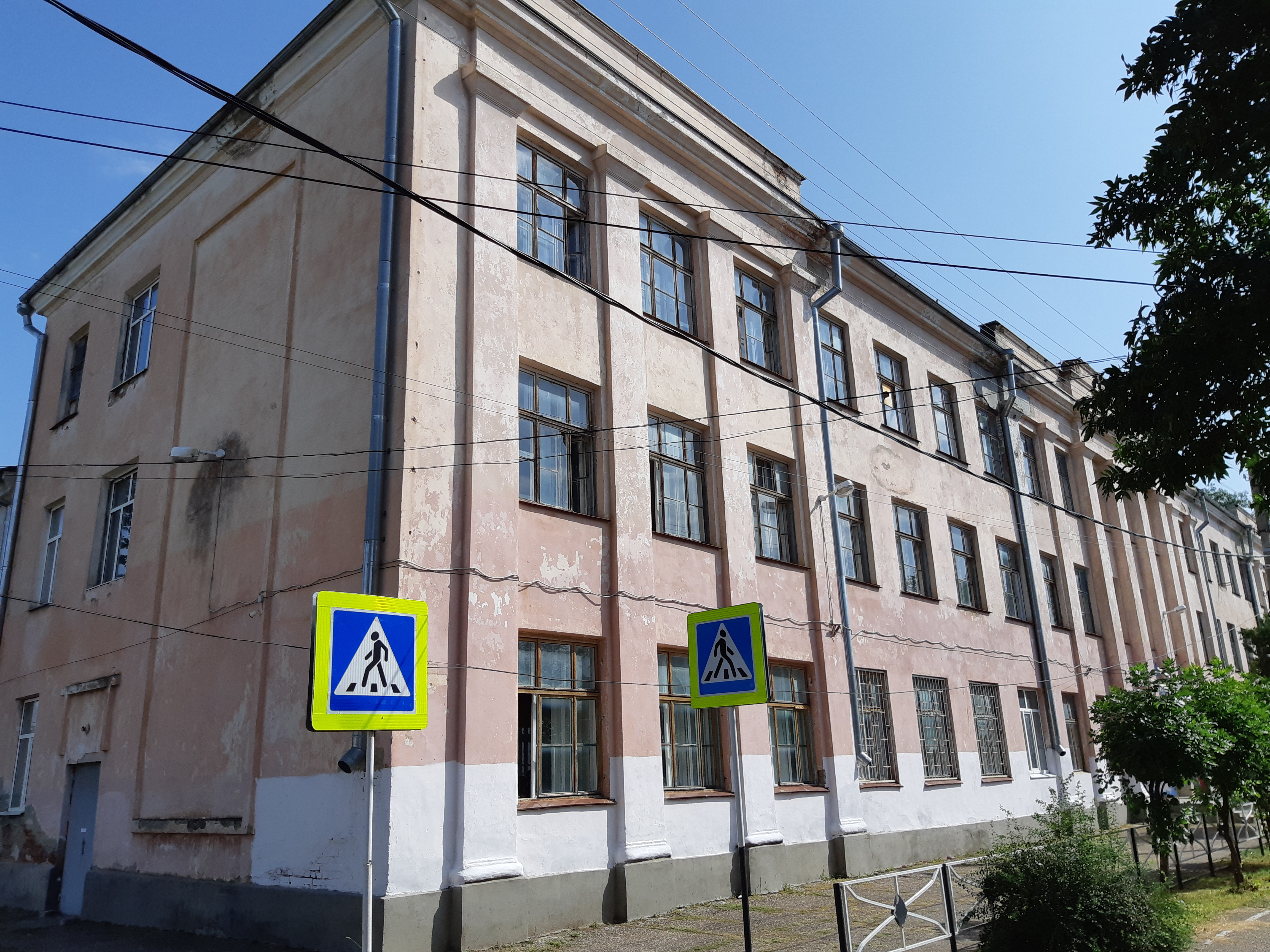
Здание СОШ № 6, где учились в школе герои Советского Союза В.М. Тюков и Н.В. Кутенко
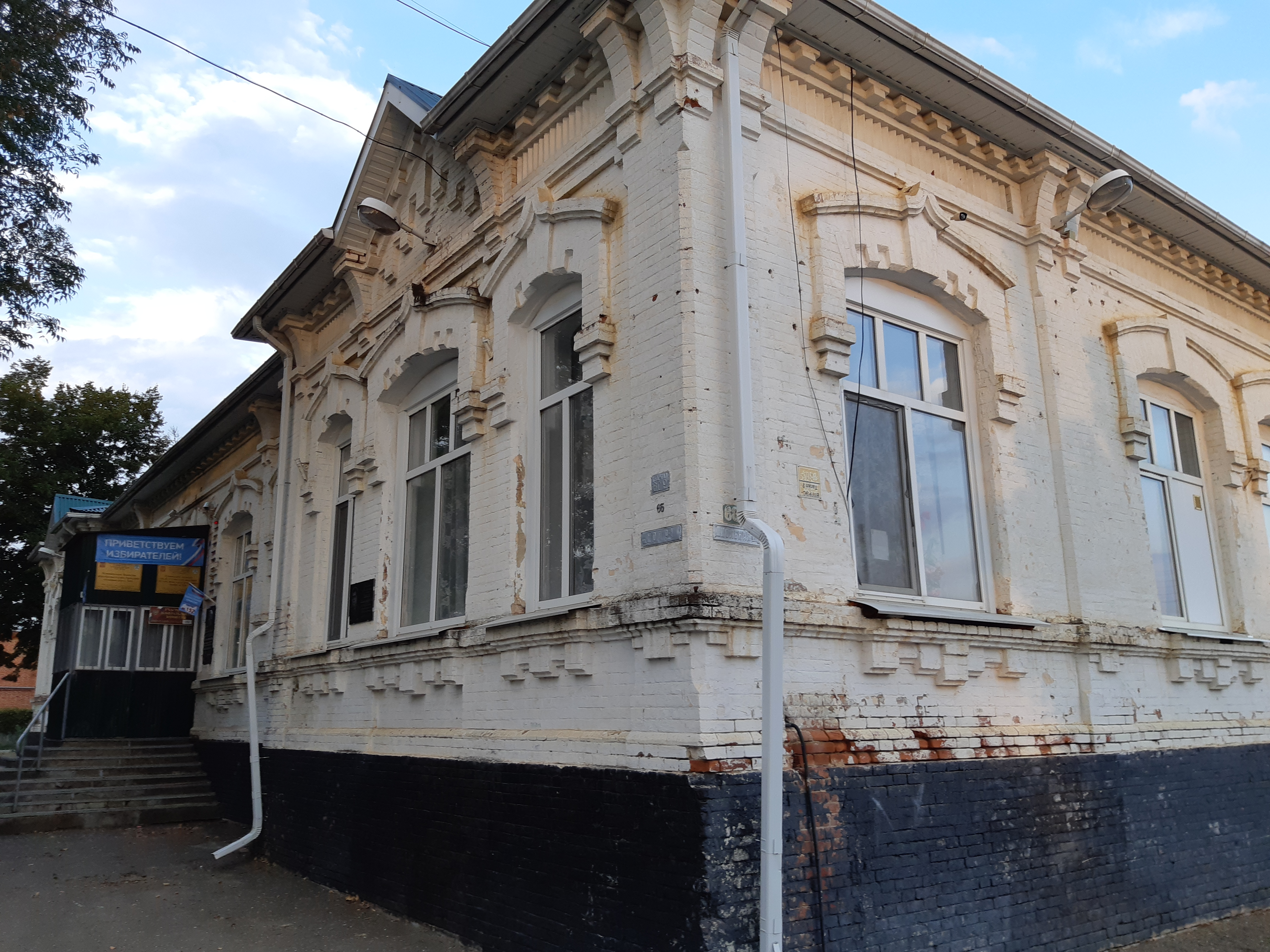
Здание, где учились герои Советского союза Л.С. Журавлев и Н.В. Кутенко: улица Мопра, 65,  Майкоп, Адыгея
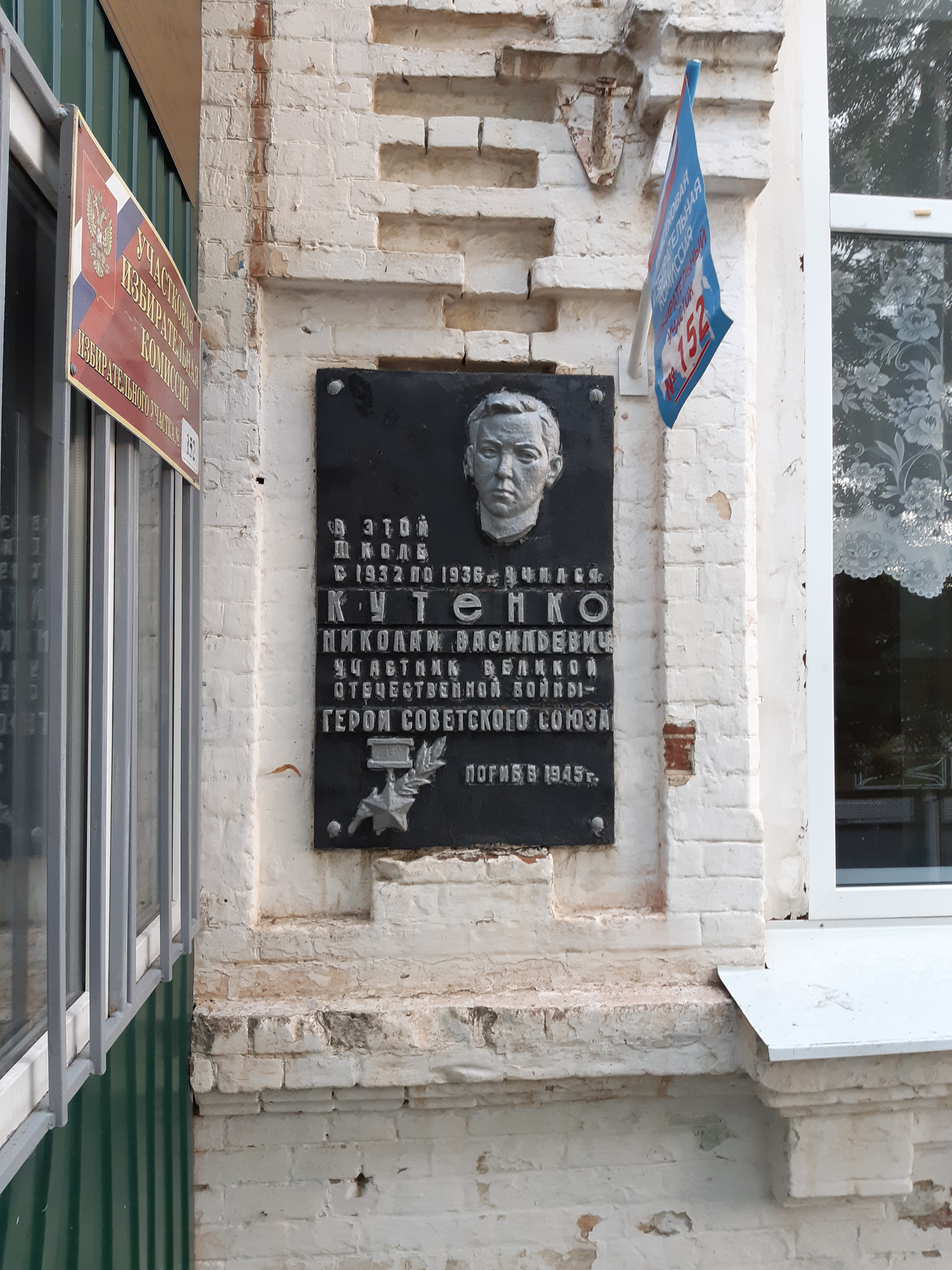
Здание, где учились герои Советского союза Л.С. Журавлев и Н.В. Кутенко: улица Мопра, 65,  Майкоп, Адыгея